# Насилие на почве гомофобии и трансфобии

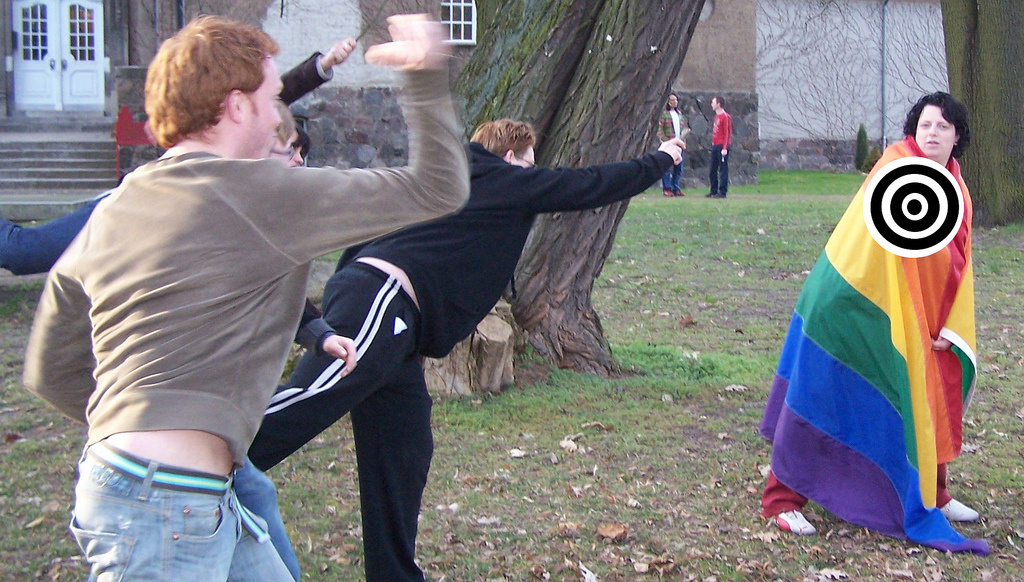
Инсценировка понятия «гомофобное насилие»

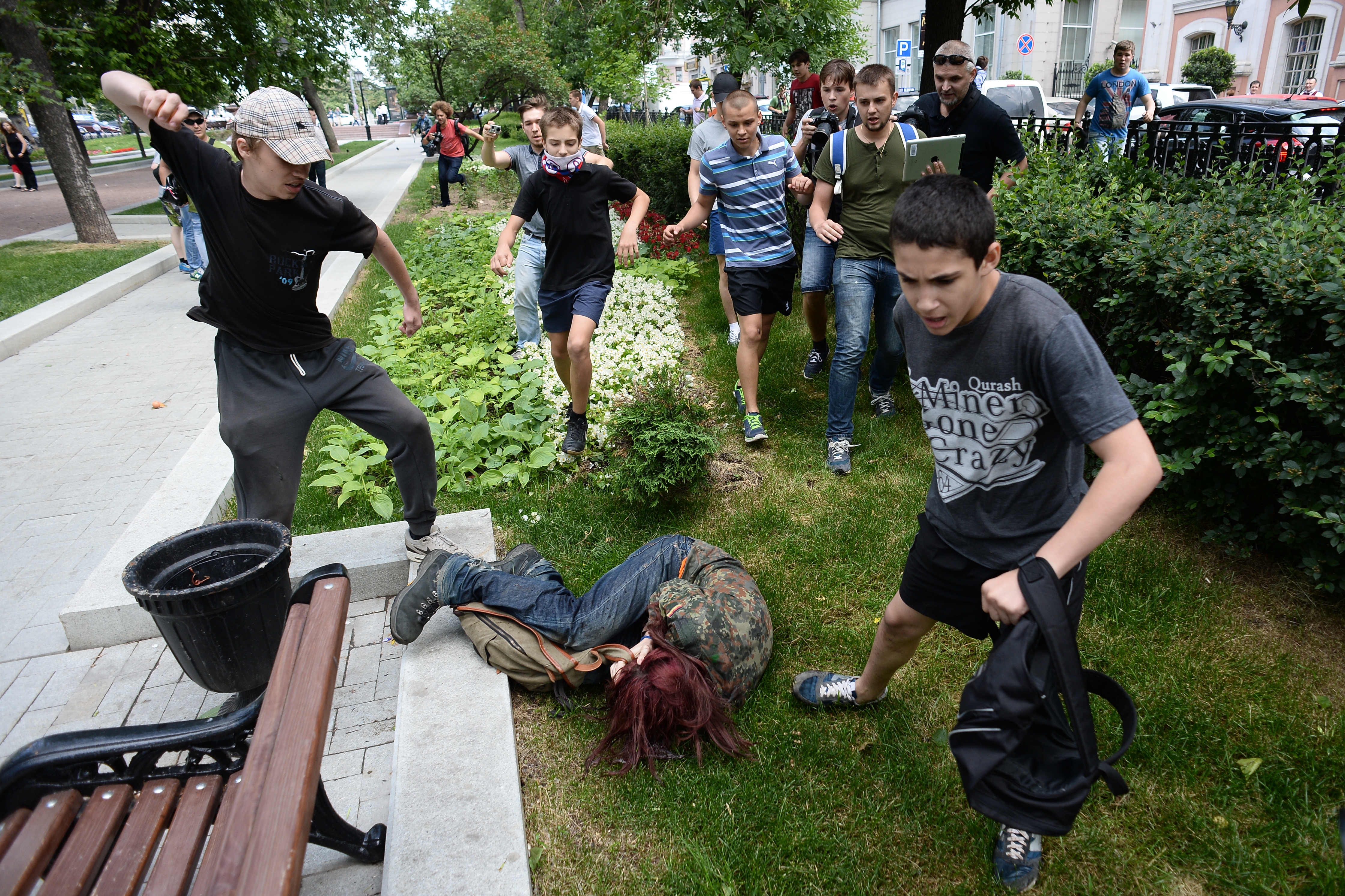
Избиение ЛГБТ-активиста в Москве группой подростков

Насилие на почве гомофобии и трансфобии, гомофобное насилие, насилие по признаку сексуальной ориентации и гендерной идентичности — акты физического или психического насилия, направленные на представителей ЛГБТИ (гомосексуальных, бисексуальных, трансгендерных и интерсекс людей) и вызванные гомофобными и трансфобными мотивами. Насилию могут подвергаться и лица, не являющиеся ЛГБТ, но причисляемые к ним, а также и другие лица, не отвечающие гетеронормативным стандартам. Кроме прямых актов физического насилия, в первую очередь, телесных повреждений и сексуального насилия, к насилию на почве гомофобии можно отнести и другие действия — психологическое запугивание, угрозы и шантаж, имеющие под собой гомофобную основу, а также и гомофобные оскорбления, моббинг, буллинг и другие проявления психологического насилия на почве ненависти к представителям ЛГБТ. Микроагрессия по отношению к транс-людям может проявляться в виде обращений, не соответствующих их гендерной идентичности (иными словами, обозначение их неправильным грамматическим родом, личными местоимениями и именем).
Физическое и психическое насилие на почве гомофобии и трансфобии являются проявлением преступлений на почве ненависти, когда жертва выбирается (осознанно или неосознанно) исключительно из-за её принадлежности к определённой социальной группе, в данном случае ЛГБТ.

## Характеристика

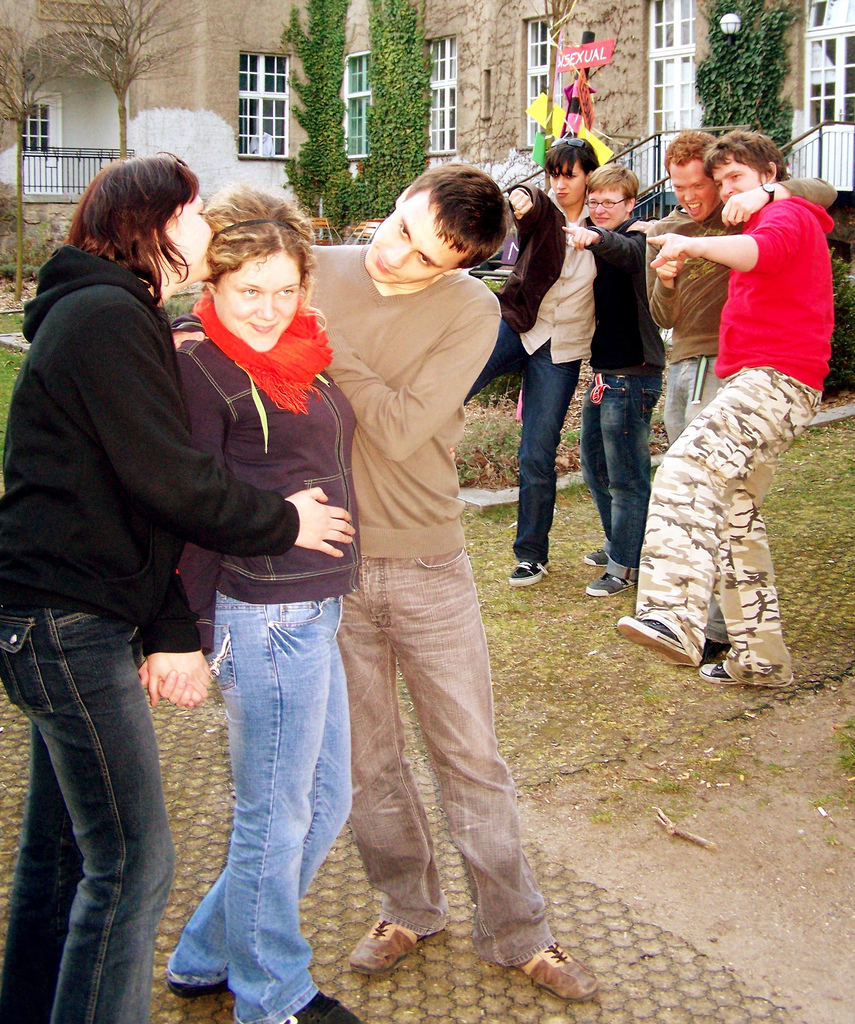
Оскорбление и моббинг являются примерами вербального насилия на почве гомофобии

Психолог и историк Йенс Доблер разграничивает насилие на почве гомофобии и проявления дискриминации со стороны частных лиц, институций, общества или государства в отношении ЛГБТ, относя к подобным актам гомофобного насилия лишь действия физического или психического насилия, классифицируемые в качестве наказуемых уголовных преступлений. Исследования из США, Германии, Нидерландов, Франции показывают, что жертвой подобного насилия хотя бы раз в жизни становился как минимум каждый третий гомосексуал.
Согласно статистике ФБР, представители ЛГБТ в несколько раз чаще подвергаются насилию, чем гетеросексуальные люди. Согласно тем же данным, в 17 % всех случаев преступлений на почве ненависти (третье место после преступлений на почве расовой и религиозной неприязни) мотивом насилия становится сексуальная ориентация жертвы. Однако эти данные описывают лишь зарегистрированные в протоколах случаи. Большинство актов гомофобного насилия (например, в США — до 80 %, в Нидерландах — до 90 %) не регистрируются в полиции, так как жертвы не обращаются за помощью в органы. Во многом это связано с тем, что жертвы не хотят предавать широкой огласке свою гомосексуальность. Кроме того, многие преступления на почве гомофобии регистрируются как бытовые преступления.
Лица, совершающие насилие в отношение ЛГБТ, согласно исследованиям Доблера, — это, в первую очередь, подростки и молодые люди мужского пола. Подобные преступления совершаются как в одиночку, так и небольшими группами.
Вербальному или физическому нападению могут подвергаться и случайные люди на улице, заподозренные в гомосексуальности. Нередко объектами нападения становятся и заведения, в которых присутствует ЛГБТ-публика, например, гей-бары, кафе или ЛГБТ-центры. В то же время, согласно Доблеру, лишь 5 % таких преступлений совершаются неонацистами, скинхедами и другими праворадикальными группами.
Мотивы таких преступлений часто замалчиваются в СМИ, или эти преступления подаются как преступления, совершённые в «гомосексуальной среде». До недавнего времени ЛГБТ-организации также не уделяли этой теме достаточно внимания по причине того, что жертвы гомофобного насилия неохотно работали с ЛГБТ-центрами. Лишь возникшая эпидемия СПИДа и появление проектов по профилактике ВИЧ стали способствовать появлению различных превентивных кампаний и образовательных проектов, направленных, в том числе, и на предупреждение гомофобного насилия.

## Примеры физического и психического насилия

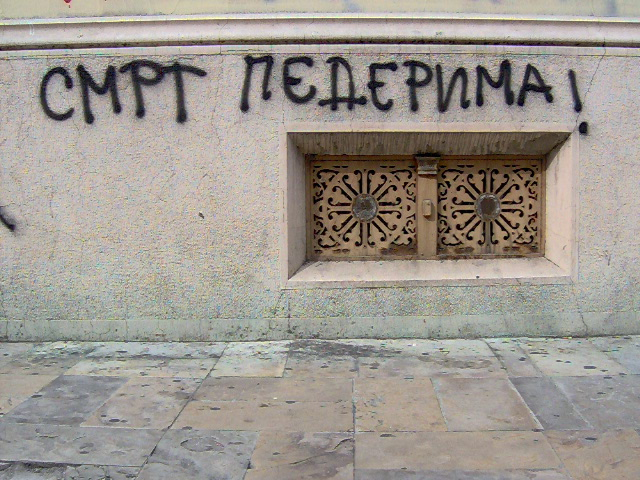
«Смерть педерастам!» — гомофобное граффити в Белграде

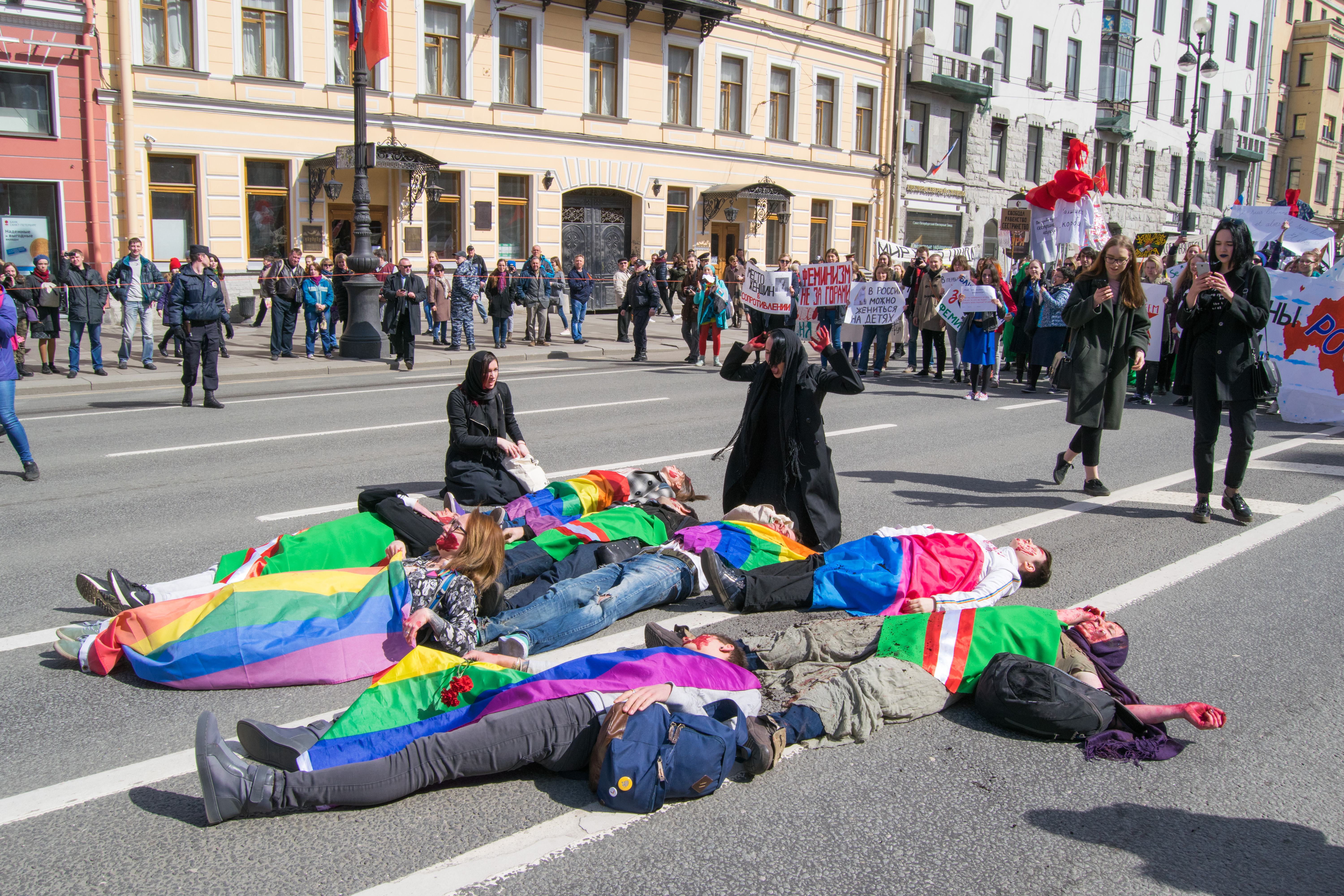
1 мая 2017 года на Невском проспекте в Санкт-Петербурге была организована публичная демонстрация «Чеченские матери оплакивают своих детей» в знак протеста против преследований геев в Чечне

Физическое насилие в отношении ЛГБТ и лиц, причисляемым к ним, может иметь различные формы и, особенно в случаях попустительства правительства или наличия антигомосексуальной государственной политики, может приводить к тяжким телесным повреждениям.
Феномен, при котором лесбиянки подвергаются сексуальному насилию с целью познания мужчины и «исправления» таким образом, получил название «корректирующего изнасилования». Особую проблему корректирующее изнасилование приобрело в странах Африки, и в первую очередь в ЮАР. Нередко после жестокого изнасилования жертве наносятся телесные повреждения, несовместимые с жизнью.
Гомофобными мотивами оправдываются также и жестокие убийства. При этом жертва может даже и не быть представителем ЛГБТ, но быть причисленной к таковым. Например, в мае 2013 года на почве ненависти к геям в Волгограде был жестоко убит 23-летний Владислав Торновой. В 2012 году в Ираке произошла череда убийств молодых людей, придерживающихся культуры эмо. Известны примеры убийств ЛГБТ членами семьи для «снятия позора с семьи». Такие преступления могут рассматриваться в качестве так называемых убийств чести. 
Преследование геев в Чеченской Республике, преимущественно мусульманском регионе России, включало в себя насильственные похищения, тюремное заключение и пытки. Поступали сообщения о создании концентрационных лагерей для размещения исчезнувших геев. О казнях, избиениях и пытках геев сообщалось в христианских и мусульманских регионах Африки, в частности, в таких странах, как Уганда, Южная Африка, Кения и Камерун.
Физическое насилие нередко сопровождается также и психическим насилием. Наиболее чувствительной группой к вербальному насилию являются молодые гомосексуалы, проходящие фазу каминг-аута. Нередко связанные с этим оскорбления и унижения испытываются ими более болезненно, чем физическое насилие. Одной из форм насилия в отношении гомосексуальных мужчин являются подставные свидания — это преступления с целью грабежа и вымогательства под угрозой аутинга.
ООН относит к насилию на почве гомофобии также и принудительное лечение в целях «изменения» сексуальной ориентации, анальный осмотр мужчин-геев для «доказательства» их гомосексуальности, принудительную стерилизацию трансгендерных людей.

## Законодательство

Преступления на почве гомофобии или трансфобии являются преступлениями ненависти
Преступления на почве гомофобии являются преступлениями ненависти

ЛГБТ-организации выступают за включение мотива преступлений по причине ненависти к ЛГБТ в качестве отягчающего обстоятельства. Согласно докладу, опубликованному HRC в 2009 году, 68 % американцев выступают за законодательное причисление преступлений на почве ненависти к ЛГБТ в группу преступлений ненависти.

## Постсоветское пространство
Русскоязычный аналог — термин «ремонт», которым обозначается «физическая расправа над гомосексуалами со стороны группы хулиганствующих гомофобов, обычно в местах знакомств и на вечеринках». Соответственно, нападающие называются «ремонтниками».
О целенаправленных нападениях на геев и лесбиянок в странах бывшего СССР свидетельствуют различные авторы. Так, российский историк и сексолог Лев Клейн пишет:
«Такие банды есть и у нас, на жаргоне их называют „ремонтниками“, и они даже пользовались кое-где поддержкой милиции. Так, в Москве милиция создала оперативный отряд юных дружинников для борьбы с „гомосексуалистами“, который пришлось судить. Главным обвиняемым был 16-летний Дима Сорокин. От выполнения заданий ребята перешли к самостоятельным нападениям с ограблениями и изнасилованиями. Во главе банды оказался один из тех, кого банда преследовала. Этот студент-экономист, ставший „гомиком“ после того, как его изнасиловали в туалете музея В. И. Ленина, некоторое время сам практиковал голубой секс, а после нападения банды, присоединился к ней. Ему понравилось, и вскоре он стал главарем. Закончилось всё арестом и судом (Айзенштадт, 1997). Но есть банды, действующие и по собственной инициативе».
В издании украинского правозащитного центра «Наш мир» подробно описывается, как проходили преследования и нападки:
«Специфическим явлением был „ремонт“. В перестроечное время часть молодежи восприняла публикации о геях и их проблемах весьма негативно, найдя в их лице врага, с которым следовало бороться. Обычно молодой симпатичный парень из группы „ремонтников“ использовался в качестве приманки, появляясь в местах встреч геев. Жертву „подсадная утка“ приводил или в укромное место неподалёку, или на квартиру. В обоих случаях там жертву ждала вся группа. После унижений, избиений и грабежа гея отпускали, хотя в некоторых случаях это могло закончиться и хуже. Другие группы „ремонтников“ не утруждали себя и таким сценарием и приставали просто ко всем подозрительным („не так“ одет, серьга в ухе). Некоторые представители криминального мира специализировались на грабеже геев. Все начиналось опять-таки со знакомства. Когда же гей приводил нового знакомого домой, тот после полового контакта (или без него) грабил хозяина. Расчет был на то, что жертва не пойдет в милицию из-за страха перед уголовным наказанием за гомосексуализм и тем, что эта сторона его жизни получит огласку».
Авторы издания утверждают, что «известен только один случай, когда милиция реально помогла защитить гея, и множество случаев, когда она не захотела вмешиваться или сама поступала с гомосексуалами совершенно незаконным образом». Тем не менее, там же подчеркивается, что «эпоха массового „ремонта“ — преследований, избиений и шантажа гомосексуалов — осталась в прошлом».